# Byrasandra, Koratagere
Byrasandra là một làng thuộc tehsil Koratagere, huyện Tumkur, bang Karnataka, Ấn Độ.